# Hydropsyche walkeri
Hydropsyche walkeri là một loài Trichoptera trong họ Hydropsychidae. Chúng phân bố ở miền Tân bắc.